# Az Amerikai Virgin-szigetek az 1998. évi téli olimpiai játékokon
Amerikai Virgin-szigetek a japán Naganóban megrendezett 1998. évi téli olimpiai játékok egyik részt vevő nemzete volt. Az országot az olimpián 2 sportágban 7 sportoló képviselte, akik érmet nem szereztek.

## Bob
| Versenyző                                                | Versenyszám | 1. futam | 1. futam | 2. futam | 2. futam | 3. futam | 3. futam | 4. futam | 4. futam | Összesítés | Összesítés |
| Versenyző                                                | Versenyszám | Idő      | Hely.    | Idő      | Hely.    | Idő      | Hely.    | Idő      | Hely.    | Idő        | Helyezés   |
| -------------------------------------------------------- | ----------- | -------- | -------- | -------- | -------- | -------- | -------- | -------- | -------- | ---------- | ---------- |
| Zachary Zoller Jeff Kromenhoek                           | Kettes      | 56,77    | 33.      | 56,90    | 34.      | 56,71    | 33.*     | 56,82    | 34.      | 3:47,20    | 33.        |
| Keith Sudziarski Todd Schultz                            | Kettes      | 57,06    | 36.      | 57,10    | 35.      | 56,96    | 36.      | 57,19    | 36.      | 3:48,31    | 36.        |
| Keith Sudzirski Christian Brown Paul Zar Jeff Kromenhoek | Négyes      | 55,80    | 30.      | 55,52    | 28.      | 55,84    | 28.      |          |          | 2:47,16    | 29.        |

* - egy másik csapattal azonos eredményt ért el

## Szánkó
| Versenyző      | Versenyszám | 1. futam | 1. futam | 2. futam | 2. futam | 3. futam | 3. futam | 4. futam | 4. futam | Összesítés | Összesítés |
| Versenyző      | Versenyszám | Idő      | Hely.    | Idő      | Hely.    | Idő      | Hely.    | Idő      | Hely.    | Idő        | Helyezés   |
| -------------- | ----------- | -------- | -------- | -------- | -------- | -------- | -------- | -------- | -------- | ---------- | ---------- |
| Anne Abernathy | Női egyes   | 53,224   | 25.      | 52,652   | 23.      | 52,525   | 26.      | 52,306   | 24.      | 3:30,707   | 24.        |